# بادي كوسغريف
بادي كوسغريف (بالإنجليزية: Paddy Cosgrave)‏ هو شخصية أعمال أيرلندي، ولد في 1982 في مقاطعة ويكلاو في جمهورية أيرلندا.